# Сухарєвка (Ульяновська область)
Сухарєвка (рос. Сухаревка) — присілок в Майнському районі Ульяновської області Російської Федерації.
Населення становить 119 осіб. Входить до складу муніципального утворення Гімовське сільське поселення.

## Історія
Від 2004 року входить до складу муніципального утворення Гімовське сільське поселення.

## Населення
| 2010 |
| ---- |
| 119  |